# 13 Brygada Kawalerii (austro-węgierska)
13 Brygada Kawalerii (13. Cav.-Brig., 13. KBrig.) – brygada kawalerii cesarskiej i królewskiej Armii. 

## Historia brygady
W 1894 roku dotychczasowa 13 Brygada Kawalerii w Zagrzebiu została zlikwidowana. Równocześnie na terytorium 11 Korpusu, w strukturze Dywizji Kawalerii we Lwowie, została utworzona nowa 13 Brygada Kawalerii. Komenda brygady została umieszczona w Stanisławowie, a jej komendantowi podporządkowano:
- Pułk Dragonów Nr 14 w Klatovach, który dotychczas wchodził w skład 8 Brygady Kawalerii w Pradze,
- Pułk Ułanów Nr 8 w Stanisławowie, który dotychczas wchodził w skład 15 Brygady Kawalerii w Tarnopolu[1].

Brygada wchodziła w skład 8 Dywizji Kawalerii (8. KD). Komenda brygady znajdowała się w garnizonie Stanisławów.
W 1906 roku w skład brygady wchodził:
- Pułk Dragonów Nr 14,
- Pułk Huzarów Nr 10[2].

W latach 1909–1912 w skład brygady wchodził:
- Pułk Dragonów Nr 14,
- Pułk Ułanów Nr 8[3][4][5].

W maju 1914 roku w skład brygady wchodził:
- Pułk Dragonów Nr 7,
- Pułk Ułanów Nr 8[6].

## Komendanci brygady
- gen. mjr Victor von Kraus (1894[7] – 1898 → komendant Dywizji Kawalerii Stanisławów)
- płk / gen. mjr Moritz Theobald von Boyneburg-Lengsfeld (1898 – 1901 → porucznik Pierwszej Przybocznej Gwardii)
- płk / gen. mjr Ernst von Schrenk auf Notzing (1901 – 1903 → stan spoczynku)
- płk / gen. mjr Josef Fleischmann von Theissruck (1903 – 1906 → komendant Domu Inwalidów Wojskowych w Wiedniu)
- gen. mjr Leopold von Hauer (1906[8] – 1909 → komendant 4. KBrig.[9])
- gen. mjr Eduard Fischer (1909[3][10] – 1912[5] → komendant 4. KTD)
- płk Artur Hilvety (1912 – 1913 → komendant 10. KBrig.)
- płk Otto Berndt (1914[6])